# 小行星2302
小行星2302（2302 Florya）是一颗绕太阳运转的小行星，为主小行星带小行星。该小行星于1972年10月2日发现。
該小行星以俄羅斯天文學家尼古拉·弗洛里亞命名。

## 轨道参数
小行星2302的轨道半长轴为2.6456676 UA，离心率为0.195。